# AJ Mitchell
AJ Mitchell, pseudonimo di Aaron Fredrick Mitchell Jr. (Belleville, 17 maggio 2001), è un cantautore e musicista statunitense.
Divenuto noto nel 2017 in seguito alla pubblicazione di cover musicali su YouTube e Instagram, Mitchell ha firmato il suo primo contratto discografico nel 2018 con l'etichetta statunitense Epic Records, pubblicando il suo primo EP Hopeful nel luglio dello stesso anno.
L'album di debutto dell'artista, Skyview, è stato pubblicato l'8 ottobre 2021 dalla Epic Records e nel progetto sono inclusi diversi singoli precedentemente pubblicati, tra cui Slow Dance con la cantante statunitense Ava Max.

## Biografia
La madre, Allison Mitchell, è la proprietaria di una piccola impresa e il padre, Aaron Fredrick Mitchell Sr., è un infermiere. Mitchell è l'unico figlio maschio della coppia e il più giovane, dopo le sorelle maggiori Andrea e Addison.
Mitchell ha cominciato a prendere lezioni di pianoforte all'età di 4 anni ispirato dal padre, il quale stava anch'egli imparando a suonare il pianoforte e a scrivere canzoni. Negli anni successivi, Mitchell ha frequentato il liceo della sua città, dove ha fatto parte del coro scolastico e della squadra di football.

### 2015-2016: Gli esordi
A 13 anni, Mitchell ha cominciato ad esibirsi nelle serate organizzate nella sua città e a pubblicare cover sui suoi account YouTube e Instagram, portandolo ad attirare una discreta quantità di attenzione su di sé e ad accumulare un certo numero di seguaci. La sua popolarità sulle piattaforme social lo ha aiutato a farsi notare dal manager discografico Mike Spitz, con il quale Mitchell ha cominciato a lavorare a partire dal 2015.
I video di Mitchell gli hanno permesso di trasferirsi a Los Angeles nel 2015 per collaborare con l'agenzia di marketing Team 10. Dopo un breve periodo insieme a quest'ultima, Mitchell ha lasciato il gruppo per concentrare le sue energie sulla propria musica.

### 2017-2018:Hopeful
Nel 2017, Mitchell ha pubblicato il suo primo singolo, Used to Be. Il brano, scritto dal cantante all'età di 13 anni, è stato pubblicato senza il supporto di un'etichetta discografica ed è stato prodotto dal produttore discografico statunitense Mike Dean.
Dopo aver lasciato il Team 10, il cantante ha destato l'interesse di diverse etichette discografiche, finendo con il firmare un contratto con la Epic Records nel febbraio del 2018. Il suo primo progetto pubblicato dall'etichetta è stato l'EP Hopeful, pubblicato nel luglio del 2018 e promosso dal singolo Girls, il quale ha raggiunto la posizione 39 nella classifica radiofonica statunitense Mediabase.

### 2019-presente:Skyview
Nel maggio del 2019, Mitchell collabora con il duo di cantautori Teamwork e la cantante scozzese Nina Nesbitt nel brano After Hours. Durante lo stesso mese, il cantante rilascia un'intervista a Billboard dove annuncia che il suo album di debutto con la Epic Records è quasi pronto e che verrà distribuito "molto, molto presto".
Il 23 agosto 2019 viene messo in commercio il suo secondo EP Slow Dance, comprendente i singoli Talk So Much, Move On e l'omonimo brano in collaborazione con la cantante statunitense Ava Max.
Dopo una serie di ritardi e la posticipazione della data di pubblicazione, inizialmente prevista per il 10 settembre 2021, l'8 ottobre dello stesso anno viene pubblicato l'album di debutto del cantante, Skyview, il quale include i precedenti singoli Used to Be, Slow Dance, Cameras On e Stop.

## Discografia
- 2021 – Skyview

## Tournée

### Artista principale
- 2019 – Hopeful Tour[11][12]